# گوستاوو (بازیکن فوتبال، زاده ۱۹۹۴)
گوستاوو هنریکه دا سیلوا سوزا (به انگلیسی: Gustavo Henrique da Silva Sousa) (زاده ۲۹ مارس ۱۹۹۴) که بیشتر به نام‌ گوستاگول و به صورت مختصر گوستاوو شناخته می‌شود، بازیکن فوتبال اهل برزیل است که در پست مهاجم برای باشگاه چونبوک هیوندای موتورز کره جنوبی بازی می‌کند.

## افتخارات

### باشگاهی
باهیا
- کوپا د نوردست: ۲۰۱۷

فورتالزا
- قهرمانی سری بی برزیل: ۲۰۱۸

کورینتیانس
- قهرمانی پائولیستا: ۲۰۱۹

چونبوک هیوندای موتورز کره جنوبی
- کی لیگ: ۲۰۲۰
- اف ای کاپ کره جنوبی: ۲۰۲۰

### فردی
- حضور در تیم منتخب قهرمانی پائولیستا: ۲۰۱۹
- بهترین گلزن اف ای کاپ کره جنوبی: ۲۰۲۰